# Nox (musikgrupp)
Nox var ett ungerskt band som blandade traditionell ungersk musik med ett modernare sound. Bandet har släppt sju studioalbum. Bandet hade två fasta medlemmar: Szilvia Péter Szabó och Tamás Nagy.

## Eurovision Song Contest
De är främst kända i Europa då de representerade Ungern i Eurovision Song Contest 2005 i Kiev. Efter att ha gått vidare i semifinalen på femte plats slutade de på tolfte plats i finalen med deras låt Forogj, világ! (Snurra, värld). De var de första ungerska representanterna i tävlingen sedan 1998.

## Diskografi
- 2002 – Örökség
- 2003 – Bűvölet
- 2004 – Karácsony
- 2005 – Ragyogás
- 2006 – Örömvölgy
- 2007 – Csendes
- 2008 – Időntúl
- 2009 – Most